# Magnusiomyces starmeri
Magnusiomyces starmeri är en svampart som först beskrevs av Phaff, Blue, Hagler & Kurtzman, och fick sitt nu gällande namn av de Hoog & M.T. Sm. 2004. Magnusiomyces starmeri ingår i släktet Magnusiomyces och familjen Dipodascaceae.   Inga underarter finns listade i Catalogue of Life.